# New Castle (Delaware)
 For alternative betydninger, se New Castle. (Se også artikler, som begynder med New Castle)
New Castle er en gammel by i New Castle County, Delaware. Byen har 5.551(2020, 2020) indbyggere.